# Arie Pais
Pour les articles homonymes, voir Pais.
Aäron Pais, dit Arie Pais, né le 16 avril 1930 à La Haye et mort le 25 juin 2022 à Amsterdam, est un employé bancaire et homme politique néerlandais membre du Parti populaire libéral et démocrate (VVD).

## Biographie

### Employé de la RPS et débuts en politique
Il commence à travailler en 1958 comme employé au service des questions économiques et statistiques de la Caisse d'épargne de la Poste royale (RPS). Membre du Parti travailliste depuis 1948, il le quitte en 1961 au profit du Parti populaire libéral et démocrate (VVD).
Il est promu le 1er septembre 1967 directeur du service des questions économiques et statistiques et devient alors conseiller personnel du groupe Poste, Télégraphes et Téléphones (PTT). En parallèle, il obtient un poste de lecteur en économie politique à l'université d'Amsterdam et commence son premier mandat électoral, comme conseiller municipal d'Amsterdam.
Élu en 1970 député aux États provinciaux de Hollande-Septentrionale, il n'accomplit qu'un seul mandat de quatre ans. Cette même année 1974 il est élevé au rang de professeur par son université et poursuit son enseignement.

### Sénateur puis ministre
Au cours des élections sénatoriales du 6 juillet 1977, alors que le pays se trouve sans gouvernement investi depuis six semaines, il est élu sénateur à la Première Chambre des États généraux. Dans le groupe du VVD, qui compte 15 membres, il est porte-parole pour les finances, l'enseignement supérieur, les transports et les eaux.
Le 19 décembre suivant, Arie Pais est nommé à 47 ans ministre de l'Éducation et de la Science dans le premier cabinet de coalition de centre droit du Premier ministre chrétien-démocrate Dries van Agt. C'est la première fois depuis 1945 que cette fonction revient à un membre du parti libéral.

### Après le cabinet
Il quitte le gouvernement le 11 septembre 1981, au profit de Jos van Kemenade, à qui il avait succédé quatre ans auparavant. De retour à la Première Chambre, il en démissionne le 16 juin 1982. Deux jours plus tôt, il avait pris la présidence de la Banque européenne d'investissement (BEI).
Ayant accompli un mandat de six ans, il abandonne cette fonction le 6 juin 1988 et se met alors en retrait de la vie publique.

## Distinctions
- Chevalier de l'ordre du Lion néerlandais